# كشكلاية (أملش الجنوبي)
کشکلایة (بالفارسية: کشکلایه) هي قرية تقع في إيران في غيلان. يقدر عدد سكانها بـ 222 نسمة بحسب إحصاء 2016.